# Бахам
Бахам (англ. Baham, араб. بهم) — поселення в Сирії, що складає невеличку друзьку общину в нохії Малах, яка входить до складу однойменної мінтаки Сальхад в південній сирійській мухафазі Ас-Сувейда.